# エドワード・ホーネル
エドワード・ホーネル（Edward Atkinson Hornel、1864年7月11日 - 1933年6月30日）はスコットランドのポスト印象派の画家である。「グラスゴー・ボーイズ」と呼ばれる画家の一人である。

## 略歴
スコットランド人の両親が移民として移った、オーストラリア、ビクトリア州で生まれた。ホーネルが生まれた後、両親は故郷のスコットランド西部のカークブリ（Kirkcudbright）に戻り、ホーネルはそこで少年時代を過ごした。エディンバラの美術学校で学んだ後、ベルギーのアントウェルペン王立芸術学院のシャルル・ヴェルラのもとで学んだ。アントウェルペンで同郷の学生仲間、マックジョージ（William Stewart MacGeorge:1861–1931)と友人となった。1885年にスコットランドに戻ると、ジョージ・ヘンリー（George Henry:1858–1943）と知り合い、「グラスゴー・ボーイズ」と呼ばれる、ウィリアム・ヨーク・マクレガーやジェイムズ・ガスリーを中心とした画家仲間に入ることになった。とくにトーマス・コーサン・モートン（Thomas Corsan Morton:1859–1928)と親友になった。
ジョージ・ヘンリーと共同でスタジオを開き、当初、ケルト人の神話に題材を採った絵などを描いた。1892年にリバプールの画商がホーネルの絵を購入し、「グラスゴー・ボーイズ」の作品で民間コレクションに加えられた最初の例だとされる。1893年から1894年にかけてホーネルとヘンリーは日本へ旅し、日本の装飾デザインを学び、日本を題材にした一連の絵画を描いた。ベッシー・マクニコルが描いたホーネルの肖像画は日本の人物を描いた絵の前に立つホーネルが描かれた。
1890年の終わりから、淡い色使いとなって、これがホーネルのスタイルとなった 。
1901年に王立スコットランド美術院の会員に推薦されたが選挙の手続きを拒んだ。同じ年にカークブリのブロートン・ハウス（Broughton House）を購入し、日本式庭園をデザインしてつくりあげた。ブロートン・ハウスはホーネルの没後、寄付されて、スコットランドのナショナル・トラスト(National Trust for Scotland)になっている。

## 作品

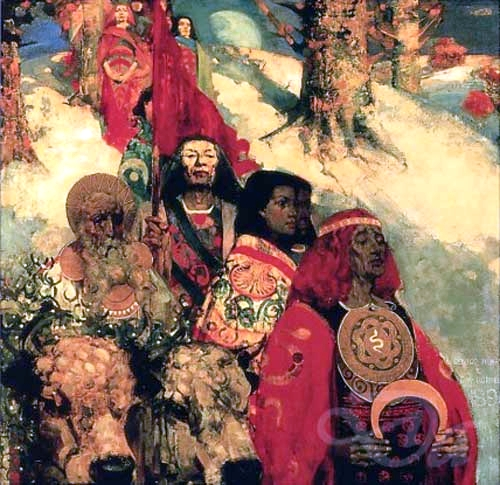
ヤドリギを運ぶドルイド(祭司)
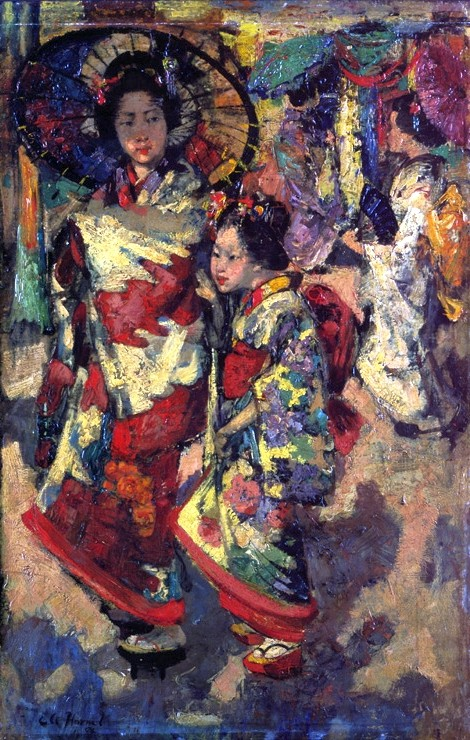
「2人の芸者」(1894)
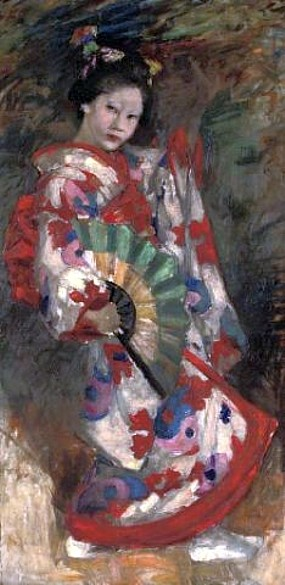
「踊る芸者」(1894)
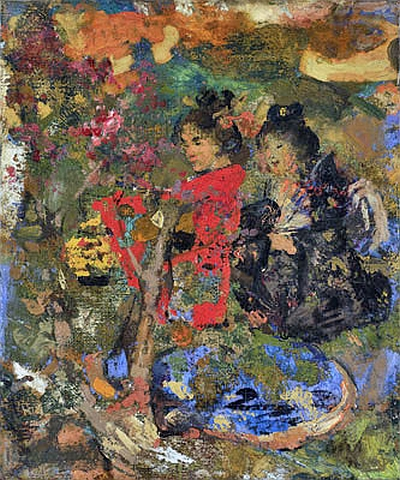
「日本庭園の芸者」(c1895)

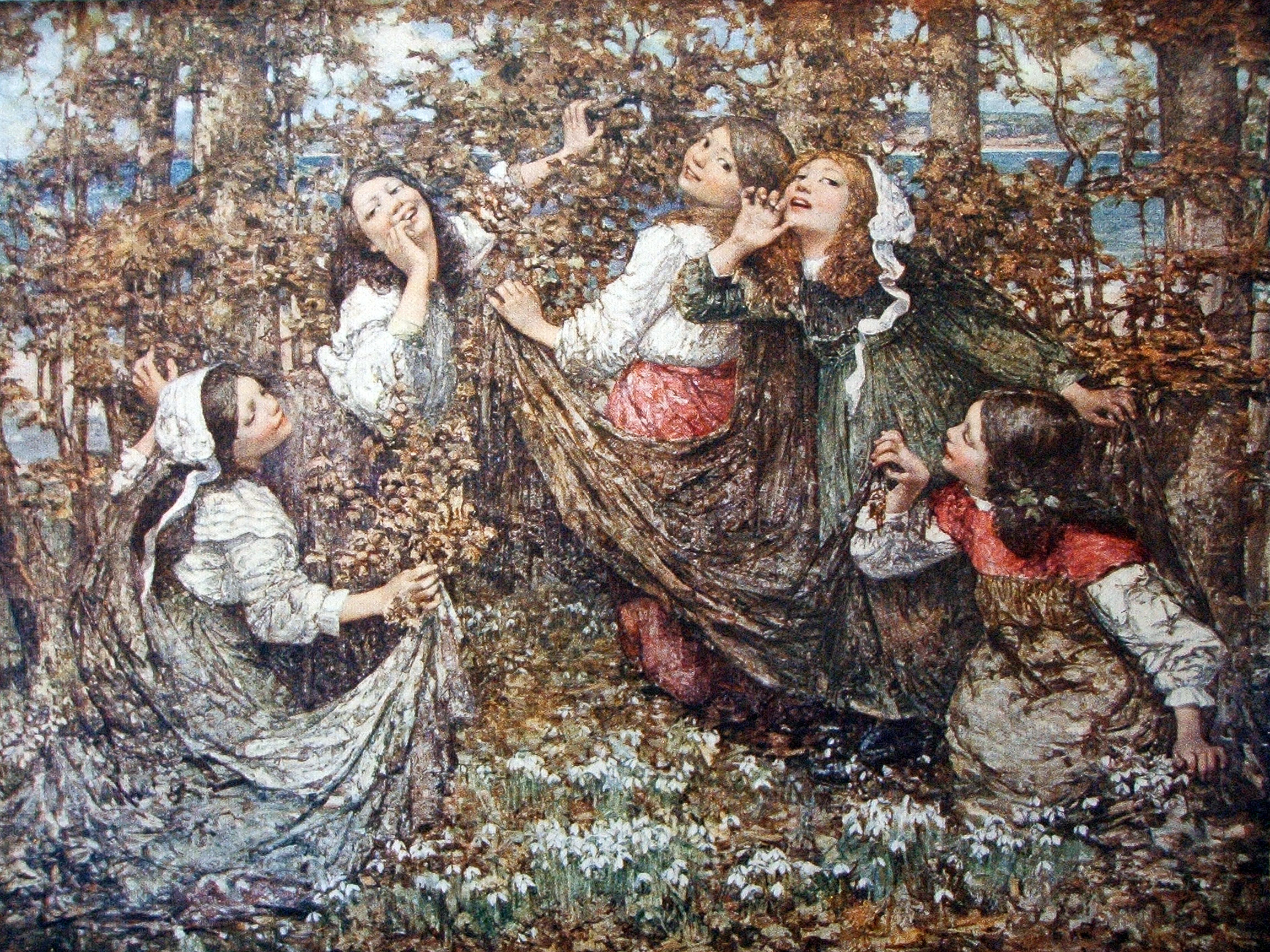
地球の目覚め
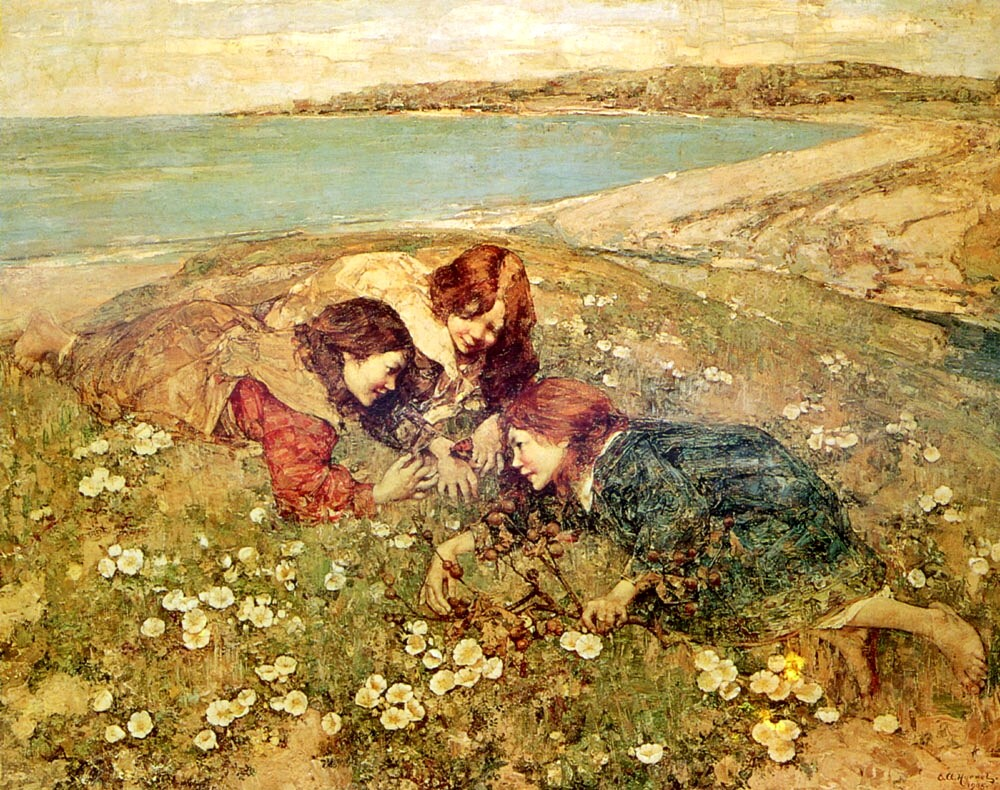
蝶
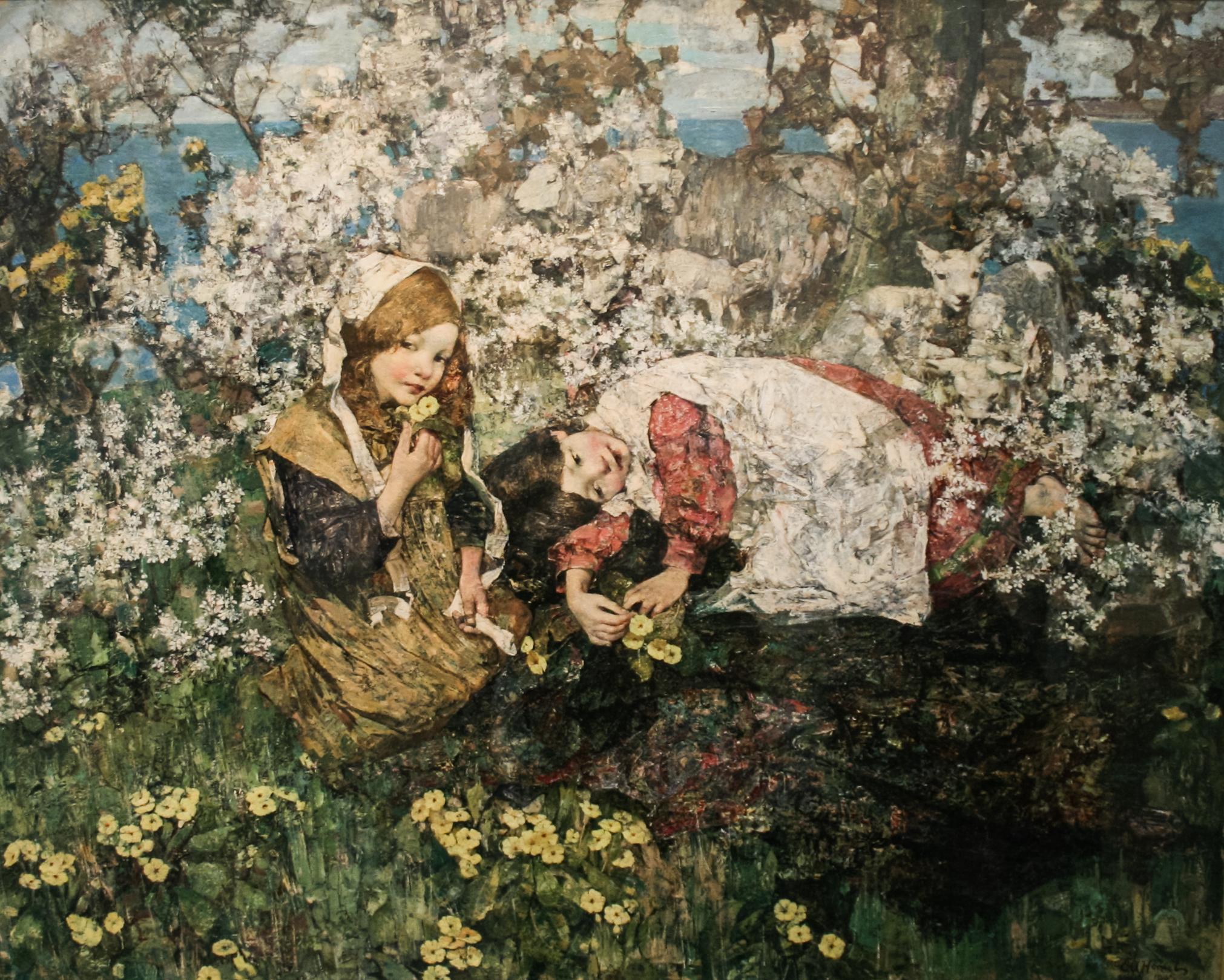